# Heinrich Simon (Kaufmann)
Heinrich Simon (* nach 1732 in Hamburg; † 1799 ebenda) war ein deutscher Kaufmann und bibliophiler Sammler in Hamburg.

## Leben
Heinrich Simon war der Sohn von Johann Heinrich Simon d. J. und Enkel des Hamburger Stadtsyndikus‘ Johann Heinrich Simon d. Ä. sowie der jüngere Bruder des kulturinteressierten Juristen Peter Simon. Ebenso wie sein Bruder sammelte der Kaufmann Bücher und Kunstwerke, vor allem Graphiken. Im Jahr 1787 bestimmte Heinrich Simon, wie sein älterer Bruder ebenfalls ledig und kinderlos, seinen Nachlass für die Hamburger Stadtbibliothek (heute Staats- und Universitätsbibliothek Hamburg): „Meine Bibliothek, meine Mediceische Venus, meine schlafende Venus aus Wachs und alle meine uneingefassten Kupferstiche vermache ich der hiesigen grossen Stadtbibliothek.“ Nach seinem Tod 1799 gingen etwa 400 Bücher mit den genannten Venusabgüssen und Stichen an die Bibliothek. In den erhaltenen Akten zu Geschenken an die Bibliothek von 1750–1790 im Bibliotheksarchiv (BA VI, 4) werden zum Vermächtnis Heinrich Simons lediglich 34 Kupferstiche mit mythologischen und historischen Motiven, Seehäfen und Landschaften aufgelistet sowie 70 Blätter der Tierbilder von Johann Elias Ridinger (1698–1767). Ohne Angabe der Anzahl werden außerdem Piranesis Ansichten von Rom (1756), architektonische Risse und ein Band mit Stadtansichten angegeben.